# الدرع الخيرية 2001
الدرع الخيرية 2001 (بالإنجليزية: 2001 FA Charity Shield)‏ هو الموسم 79 من  الدرع الخيرية. أقيم بتاريخ 12 أغسطس 2001، وأشرف على تنظيمه الاتحاد الإنجليزي لكرة القدم، وفاز فيه نادي ليفربول.